# Gran Teatre de la Passió
El Gran Teatre de la Passió és una obra de Cervera (Segarra) protegida com a Bé Cultural d'Interès Local. S'hi representa La Passió de Cervera.

## Descripció

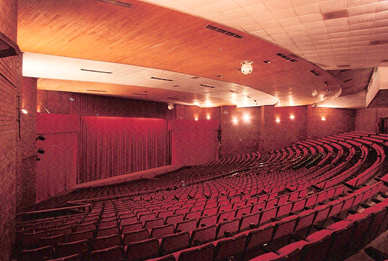
Pati de butaques

Edifici situat a la part posterior de la Universitat de Cervera, formant part de les construccions del passeig Balmes. Presenta una estructura en forma d'amfiteatre amb perfil poligonal ocult pel parament d'obra a la vista i la decoració amb gelosies blanques. Arquitectònicament destaca per les seves grans dimensions, 4.200m2, on s'hi emplaça una platea de forma semicircular amb aforament de 1701 localitats i un escenari central de 20 metres de boca amb dos de laterals de 10 metres cadascun. L'edifici, construït aprofitant el desnivell del terreny, té el parament amb obra vista i la façana principal d'accés es troba al passeig Balmes.

## Història

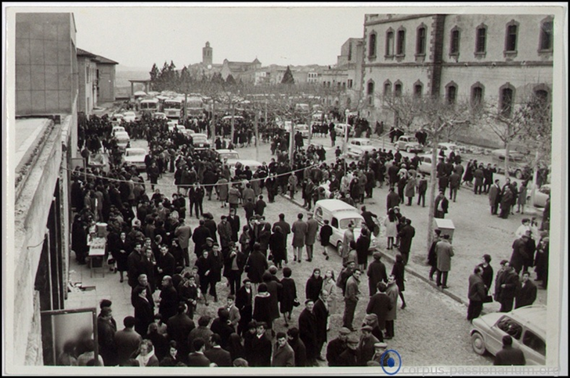
Inauguració del Gran Teatre de la Passió de Cervera

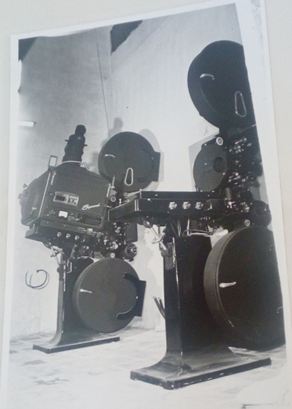
Cabina de projecció

La tradició de representar la Passió es documenta a Cervera des de l'any 1481, quan s'escenificava a l'interior de l'església parroquial i els personatges eren interpretats per membres de la comunitat de preveres, que interpretaven fins i tot els papers femenins. Les dramatitzacions dins dels temples foren prohibides pel Concili de Trento, a mitjan segle xvi, per la qual cosa els veïns de Cervera començaren a representar-la a l'exterior.
Tot i que es conserven integres els textos del segle xvi, abans de la guerra civil, la Passió es representà seguint diversos textos, com Jesús de Natzaret, d'Àngel Guimerà, i Estampes de la Passió, de Rossend Perelló, estrenada el mateix 1936.
L'any 1940 es va estrenar, al Teatre Principal, l'obra Cristo, misterio de Passión, escrita per Josep M. Sarrate i Emili Rabell i a partir de 1941 es va representar al teatre del Casal de Cervera. L'any 1966, la representació es trasllada definitivament al Gran Teatre de la Passió, sobre un terreny conegut com "l'argilé", de propietat municipal. El projecte, obra de l'arquitecte José A. Sanchíz, consistia en la construcció d'un complex turístic amb teatre, cafeteries i hotel.